# Behaartes Schaumkraut
Das Behaarte Schaumkraut (Cardamine hirsuta), auch als Ruderal-Schaumkraut, Gartenschaumkraut, Viermänniges Schaumkraut oder Vielstängel-Schaumkraut bezeichnet, ist eine Pflanzenart aus der Gattung der Schaumkräuter (Cardamine) innerhalb der Familie der Kreuzblütler (Brassicaceae).

## Beschreibung

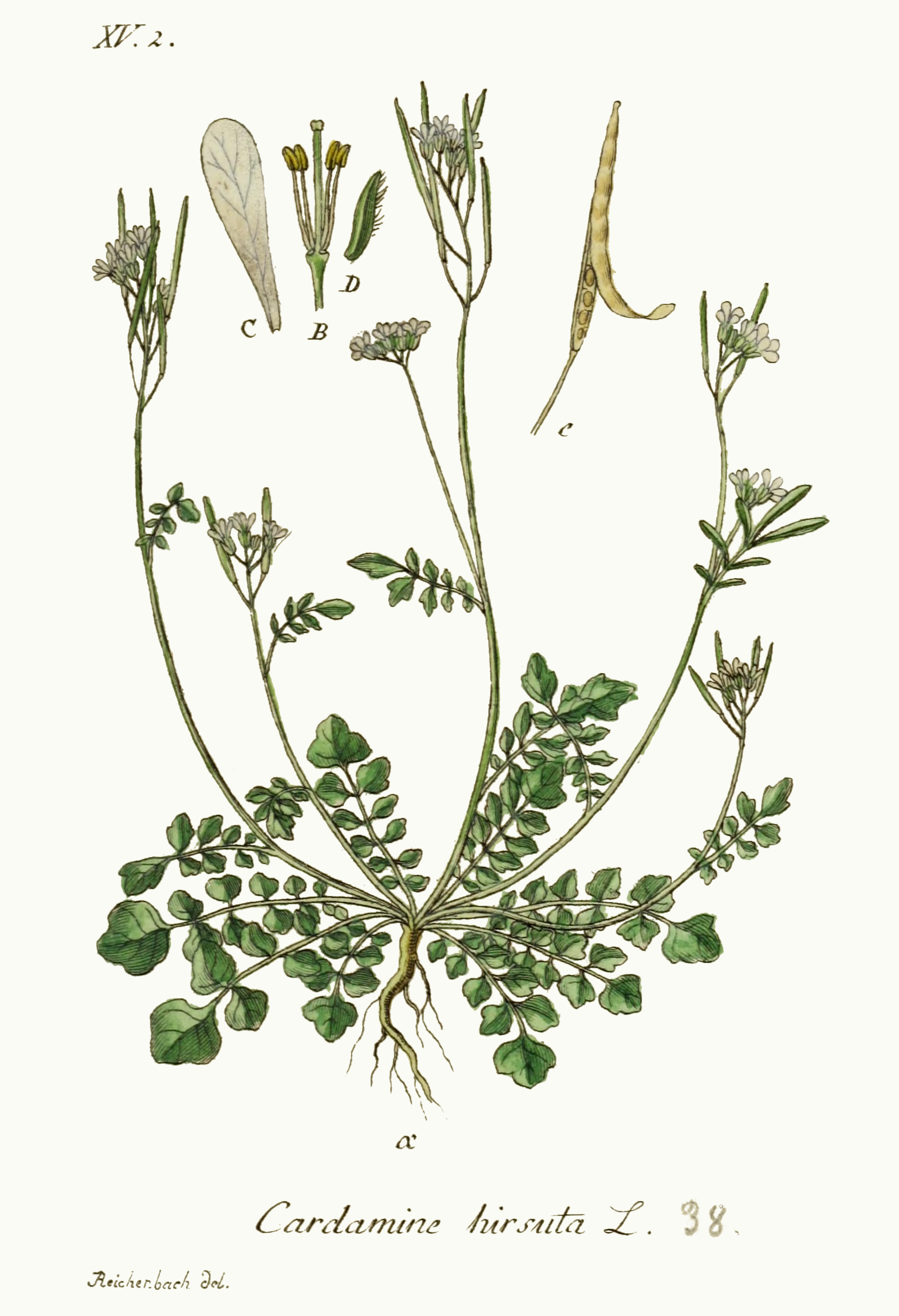
Illustration aus Deutschlands Flora in Abbildungen nach der Natur, Band 12, Tafel 38

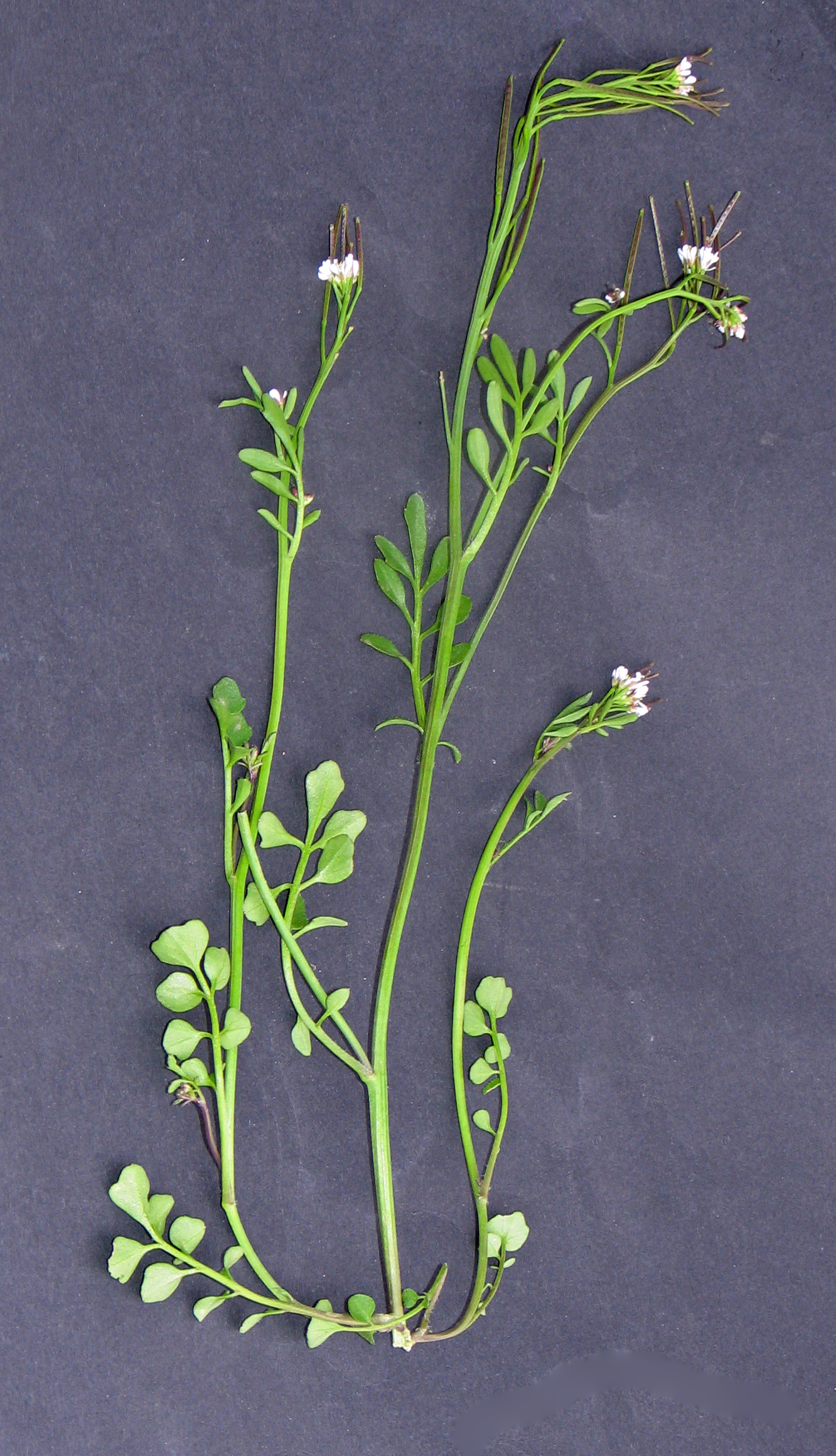
Habitus, Laubblätter und Blütenstand

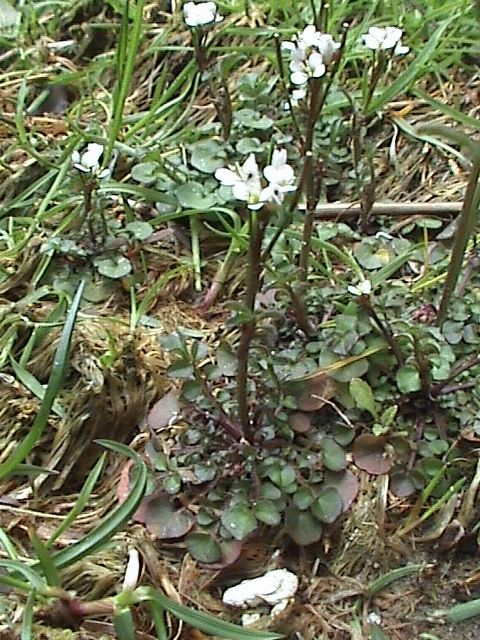
Habitus

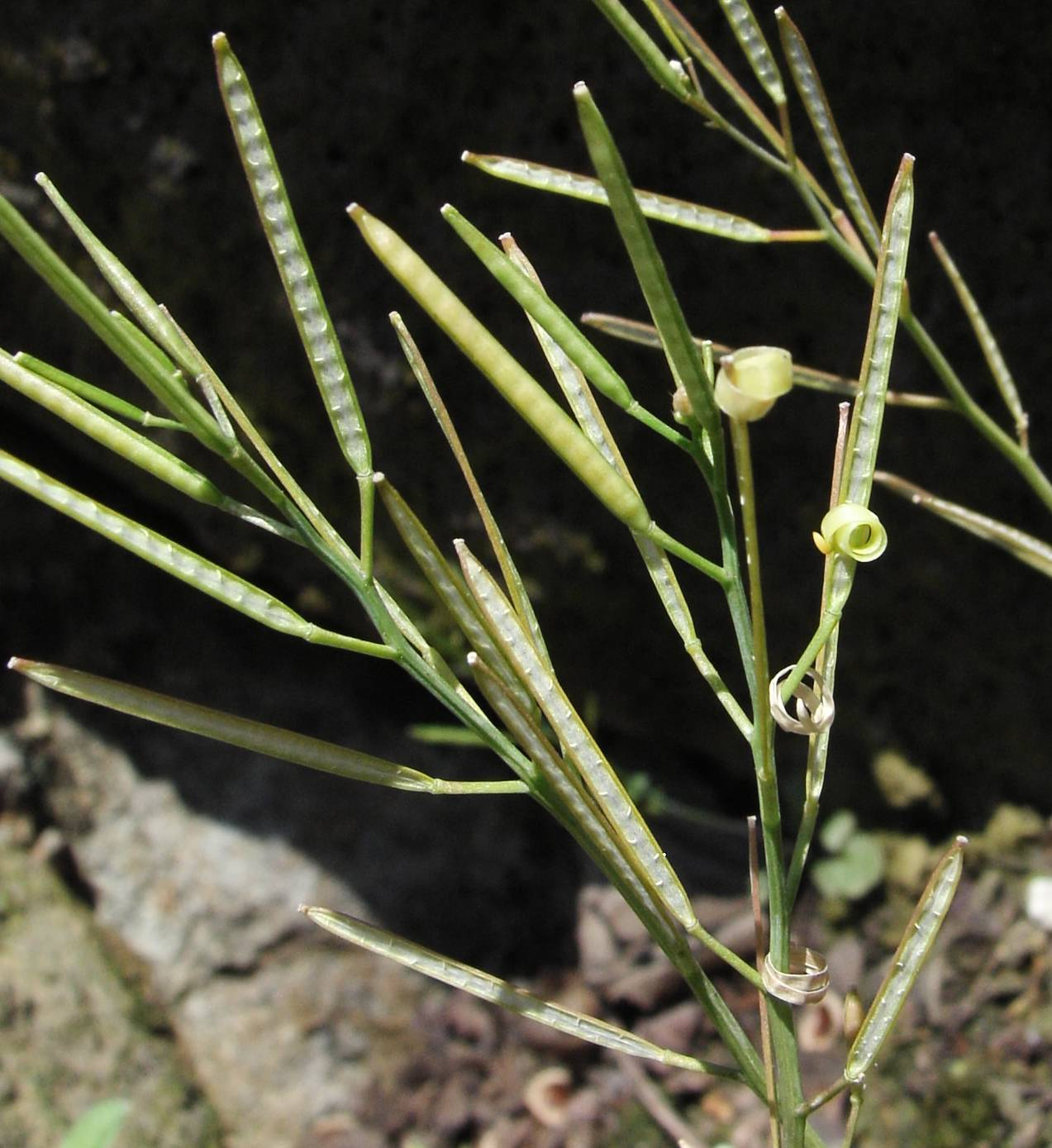
Schoten

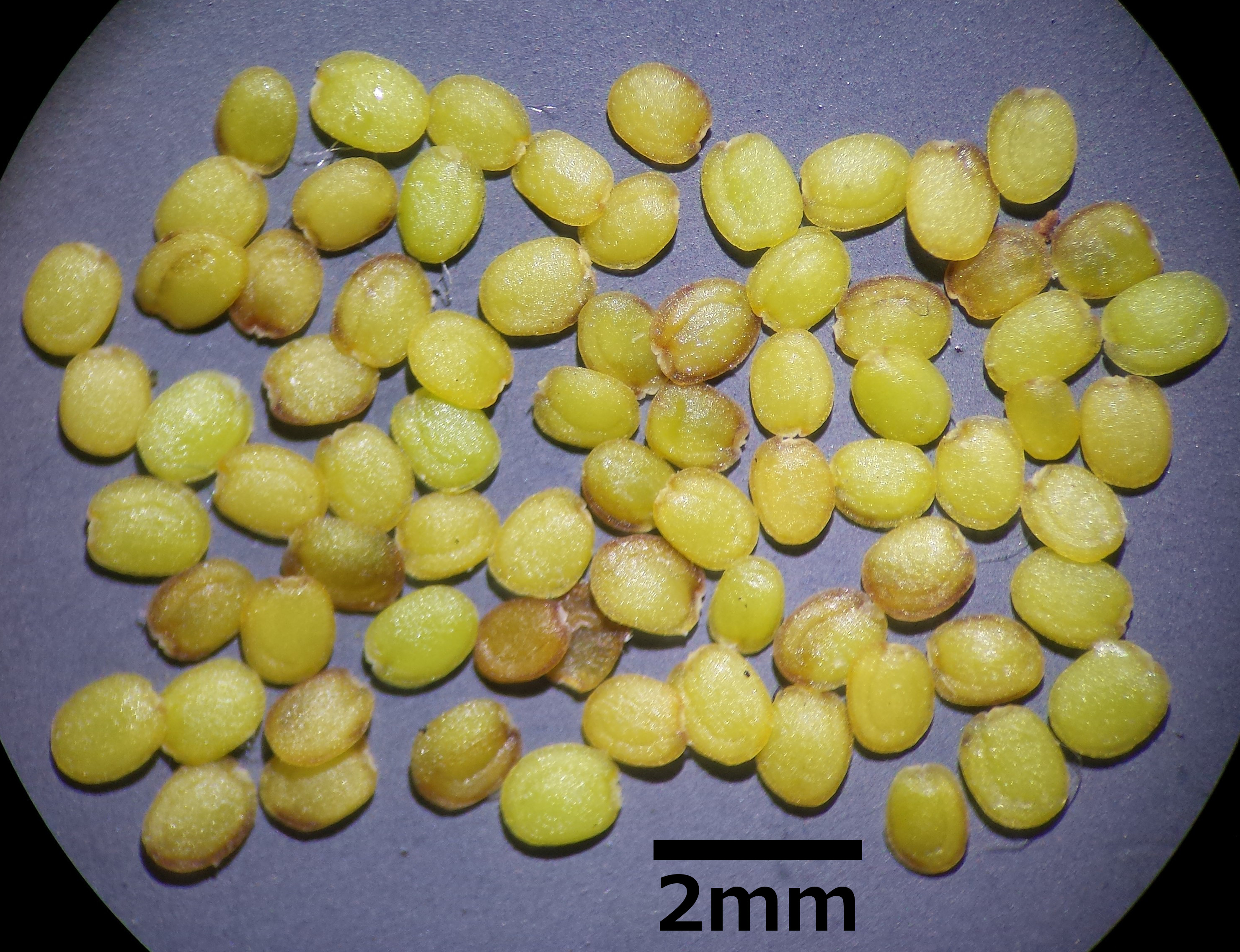
Samen

### Vegetative Merkmale
Das Behaarte Schaumkraut wächst als meist einjährige krautige Pflanze und erreicht Wuchshöhen von 7 bis 30 Zentimetern. Der Stängel wächst aufrecht und erscheint durch zahlreiche, bogig aufsteigende Verzweigungen oft vielstängelig. Er ist meist kahl, oben wenig ästig und besitzt eine bis zur Fruchtreife vorhandene grundständige Blattrosette und zwei bis vier Stängelblätter.
Die grundständig und wechselständig am Stängel verteilt angeordneten Laubblätter sind in Blattstiel und -spreite gegliedert. Der Blattstiel ist an seiner Basis auffallend bewimpert. Die unpaarig gefiederte Blattspreite besitzt ein bis vier Fiederpaare mit einem größeren Endblättchen. Bei den unteren Laubblättern sind die Fiedern mehr oder weniger gestielt, rundlich nierenförmig oder breit verkehrt-eiförmig. Die Blattunterseite sowie die Blattspindel sind etwas behaart.

### Generative Merkmale
Im Anfangs schirmtraubigen, durch Streckung der Blütenstandsachse später traubigen Blütenstand sind die nicht besonders vielen Blüten zuletzt locker angeordnet. Die jungen Schoten überragen die Blüten.
Die zwittrige Blüte ist vierzählig mit doppelter Blütenhülle. Die vier Kelchblätter sind bei einer Länge von 1,5 bis 2,2 Millimetern schmal-elliptisch, von grünlich violetter Färbung und weiß hautrandig. Die vier freien, weißen Kronblätter sind bei einer Länge von 3 bis 4 Millimetern schmal-keilförmig. Die Blüten besitzen meist vier Staubblätter.
Auf dem 3 bis 13 Millimeter langen Fruchtstiel stehen die Schoten in einem sehr spitzen Winkel aufrecht ab. Oft sind sie etwas abgewinkelt und sind mehr oder weniger parallel zur Fruchtstandsachse angeordnet. Die Schoten sind 12 bis 25 Millimeter lang und 0,8 bis 1,2 Millimeter breit.
Die Chromosomenzahl beträgt 2n = 16 oder 32.

## Ökologie und Phänologie
Das Behaarte Schaumkraut ist ein Therophyt. Es wurzelt bis 35 Zentimeter tief. Die ehemals seltene Art hat sich zwischen etwa 1975 und 1985 in wintermilden Lagen in Deutschland explosionsartig ausgebreitet. Es wurde wahrscheinlich über Baumschulen und Gärtnereien verbreitet.
Die Blütezeit reicht vorwiegend von März bis Juni und liegt gelegentlich auch im Herbst. Die Fruchtreife erfolgt innerhalb weniger Wochen. Dadurch sind mehrere Generationen im Jahr möglich. Das Behaarte Schaumkraut ist ein Saftdruckstreuer; ihre Samen werden bis 1,4 Meter weit ausgestreut. Deshalb wird das Behaarte Schaumkraut volkstümlich auch „Springkraut“ genannt; doch sollte diese Bezeichnung der Gattung Impatiens oder zumindest der Schwesterart Spring-Schaumkraut (Cardamine impatiens L.) vorbehalten bleiben.

## Vorkommen
Cardamine hirsuta ist in weiten Teilen Europas verbreitet. Weiter östlich reicht sein Verbreitungsgebiet bis in den Himalaya. Ebenso kommt es in den Gebirgen Ostafrikas vor. Durch Verschleppung ist es fast weltweit verbreitet. Es ist ein subatlantisch-submediterranes Florenelement.
Das Behaarte Schaumkraut ist in Mitteleuropa verbreitet und meist häufig. In Deutschland kommt das Behaarte Schaumkraut ziemlich verbreitet bis häufig vor. Nur in manchen Gegenden in Ostdeutschland (Brandenburg, nördliches Sachsen-Anhalt und Vorpommern) gibt es Verbreitungslücken. In den Allgäuer Alpen steigt es in Bayern an der Mittelstation der Fellhornbahn bis zu einer Höhenlage von 1780 Metern auf. In Österreich und der Schweiz ist das Behaarte Schaumkraut häufig.
Das Behaarte Schaumkraut wächst in Hackunkraut-Gesellschaften sowie in Gärten, Weinbergen, in Parkanlagen, an offenen Ruderalstellen und lückigen Wegrainen. Es gedeiht meist auf frischen, nährstoffreichen, stickstoffhaltigen, kalkfreien, etwas sauren und sandigen Böden. Es gedeiht in Mitteleuropa in Pflanzengesellschaften der Ordnung Polygono-Chenopodietalia und des Verbands Alliarion.
Die ökologischen Zeigerwerte nach Landolt et al. 2010 sind in der Schweiz: Feuchtezahl F = 3 (mäßig feucht), Lichtzahl L = 4 (hell), Reaktionszahl R = 3 (schwach sauer bis neutral), Temperaturzahl T = 3+ (unter-montan und ober-kollin), Nährstoffzahl N = 4 (nährstoffreich), Kontinentalitätszahl K = 3 (subozeanisch bis subkontinental).

## Taxonomie
Die Erstveröffentlichung von Cardamine hirsuta erfolgte 1753 durch Carl von Linné in Species Plantarum, Tomus II, S. 655. Das Artepitheton hirsuta beschreibt die vereinzelten Haare an den Stängelblättern. Synonyme für Cardamine hirsuta L. sind: Cardamine parviflora auct. non Besser, Cardamine multicaulis Hoppe ex W.D.J.Koch, Cardamine multicaulis Schur, Cardamine hirsuta var. campestris Fr., Cardamine hirsuta var. multicaulis (Čelak.) Schur, Cardamine hirsuta subsp. multicaulis (Schur) Čelak., Cardamine hirsuta L. subsp. hirsuta

## Nutzung
Das Behaarte Schaumkraut kann als Salat beziehungsweise als Salatgewürz mit leicht scharf-bitterem Geschmack genutzt werden.